# Madhuca pasquieri
Espèce
Statut de conservation UICN

 VU A1cd : Vulnérable
Classification phylogénétique
Madhuca pasquieri est une espèce de plantes à fleurs de la famille des Sapotaceae. C'est un grand arbre originaire du sud de la Chine et du nord du Viêt Nam.

## Synonymes
- Bassia pasquieri
- Dasillipe pasquieri
- Illipe tonkinensis
- Madhuca subquincuncialis

## Répartition
Endémique aux forêts primaires de basse altitude du sud ouest du Guangdong, du sud du Guangxi, de Malipo et Pingbian au Yunnan et des provinces du nord du Viet Nam.

## Conservation
Très peu d'arbres subsistent, l'espèce a été décimée par la surexploitation forestière.